# Tonatia bidens
Tonatia bidens é uma espécie de morcego da família Phyllostomidae.

## Distribuição
Sua distribuição se estende desde o México até o Norte da Argentina, incluindo o Paraguai e o Brasil. No Paraná, eram registrados somente no litoral e no extremo oeste, no Parque Nacional do Iguaçu. Contudo, a partir da pesquisa que visava à publicação da obra Mamíferos da Fazenda Monte Alegre - Paraná, descobriu-se que tais morcegos também habitam a região centro-leste do estado.

## Características

Esta espécie tem porte médio ou grande. Possui coloração dorsal cinzenta e região ventral mais clara. As orelhas têm bordas internas com pelagem clara. Apresenta folha nasal e pequenas papilas sob o lábio. Como características marcantes de tal mamífero, são elencadas: orelhas bem desenvolvidas e separadas; protuberâncias no lábio inferior; uropatágio maior que as pernas; cauda curta, até a metade do uropatágio; pés e garras robustos.
A massa corporal média é de 40 g e o comprimento, de 5,8 cm. Espécimes de T. bidens têm 32 dentes, sendo 2 pares de incisivos superiores, 1 par de incisivos inferiores, 1 par de caninos superiores, 1 par de caninos inferiores, 2 pares de pré-molares superiores, 3 pares de pré-molares inferiores, 3 pares de molares superiores e 3 pares de molares inferiores.
A imagem à esquerda, presente no livro Mamíferos da Fazenda Monte Alegre - Paraná, ilustra exemplares de quatro espécies distintas de morcegos paranaenses, encontradas na Fazenda Monte Alegre. Trata-se de: Chrotopterus auritus, no canto esquerdo; Tonatia bidens, no canto superior direito; Micronycteris megalotis, no canto inferior direito; Mimon bennetti, no canto inferior.

## Comportamento
Este morcego pode ser encontrado em pequenos grupos ou solitário. É onívoro, com alimentação baseada principalmente em insetos, pequenos vertebrados e frutos, além de pequenas aves. Vários locais podem servir como abrigo, entre eles: grutas, ocos de árvores ou construções.

## Reprodução
Fêmeas capturadas no Rio de Janeiro e submetidas a cativeiro por Esbérard & Bergalo apresentavam fetos palpáveis em novembro e dezembro com término da gestação entre novembro e janeiro.